# Данас Рапшис
Данас Рапшис (21 травня 1995) — литовський плавець.
Учасник Олімпійських Ігор 2016 року.
Чемпіон світу з плавання на короткій воді 2018 року.
Призер Чемпіонату Європи з водних видів спорту 2016, 2018, 2020 років.
Чемпіон Європи з плавання на короткій воді 2017, 2019 років.
Переможець літньої Універсіади 2017 року.
Призер Чемпіонату світу з плавання серед юніорів 2013 року.